# Lau Rakit
Lau Rakit is een bestuurslaag in het regentschap Deli Serdang van de provincie Noord-Sumatra, Indonesië. Lau Rakit telt 1400 inwoners (volkstelling 2010).